# Pekachiasz
Pekachiasz (hebr. Pekachijjahu – Jahwe otworzył [oczy], w przekładach Wulgaty – Faceja) – siedemnasty król królestwa Izraela (państwa północnego), syn i następca Menachema, opisywany w 2 Księdze Królewskiej 15,23-26. Panował w latach 742–740 p.n.e.
Został zamordowany w Samarii przez Pekacha, swojego tarczownika, który przejął po nim tron.